# Jarosław Krysiewicz
Jarosław Krysiewicz (ur. 16 kwietnia 1966 we Wrocławiu) – polski koszykarz, reprezentant Polski, pięciokrotny mistrz Polski z drużyną Śląska Wrocław, raz srebrny medalista mistrzostw Polski i trzykrotny brązowy medalista mistrzostw Polski. W latach 2011–2019 trener Polfarmexu Kutno, w sezonie 2019/2020 prowadził koszykarki SKK Polonia Warszawa. Od lipca 2020 trener Zetkama Doral Nysy Kłodzko.
Małżonek koszykarki – Edyty Krysiewicz.

## Osiągnięcia
Na podstawie, o ile nie zaznaczono inaczej.

### Zawodnicze
Drużynowe
- Mistrz Polski (5x): (1987, 1991, 1992, 1993, 1994)
- Wicemistrz Polski (1989)
- Brązowy medalista mistrzostw Polski (3x): (1985, 1986, 1990)
- Zdobywca pucharu Polski (1989, 1990, 1992, 1996)
- Uczestnik rozgrywek:
  - Puchar Europy Mistrzów Krajowych/Euroligi (TOP 16 – 1988, 1992–1994)
  - Europejskiego Pucharu Zdobywców Pucharów/Pucharu Europy (1990–1992, 1995/96)

Reprezentacja
- Uczestnik mistrzostw Europy U–18 (2004 – 11. miejsce)[4]

### Trenerskie
- Najlepszy trener ekstraklasy żeńskiej (2008)[5]
- Brązowy medal mistrzostw Polskiego Związku Koszykówki (2013)
- Awans do TBL (2014)